# Črnušnjica
Črnušnjica ali Črnuški potok je potok, ki izvira na južnem pobočju karbonatnega osamelca Rašica, teče po dolini Črnušnjice (Sračji dolini – zgornji del doline – in Črnuški gmajni – nekdanja vas, črnuški predel v spodnjem delu doline) in Ljubljanskem polju (Stare in Spodnje Črnuče) ter se nasproti Tomačevega kot levi pritok izliva v reko Savo.

## Tok Črnušnjice

### Izvir
Črnušnjica ima več izvirov na južnem pobočju Rašice. Eden izmed  največjih izvirov se nahaja v sadovnjaku, ob cesti na začetku vasi Rašica. Druga dva večja izvira se nahajata malce bolj vzhodno od tega, v gozdovih Rašice (Pasji potok priteče izpod Privolj na vzhodu vasi Rašica, eden izmed izvirov na vzhodu vasi se imenuje Severjev studenec).

### Sračja dolina
Po južnih pobočjih se izviri Črnušnjice zlivajo v Sračjo dolino, na začetku katere se združijo v večji potok. Sračja dolina je široka položna dolina, ki se razširja jugovzhodno od Rašice  ob potoku Črnušnjica vse do Črnuč. Dolina predstavlja redke, ohranjene, močvirne, habitatne tipe in je v skladu s tem zaščitena kot naravna vrednota.
Dolino je prvo izkopala Črnušnjica, vendar so jo nato zasipavali potočki s svojimi naplavinami.
Zaradi položnosti je dolina močvirna, kljub temu, da si je Črnušnjica do danes izkopala poglobljeno strugo, dolgo skoraj 2 km. Nasploh struge potočkov v spodnjem delu doline, v naselju Gmajna, opravljajo funkcijo odvodnjavanja zamočvirjenih tal.

### Črnuška gmajna
Na koncu Sračje doline Črnušnjica priteče na Črnuško gmajno. Na začetku Gmajne Črnušnjica še teče po gozdovih in se lepo vije, po razmeroma ravnem gozdnem svetu. Kmalu za tem pride v naselje Črnuška gmajna, ki je nastalo na nekoč močvirnatem delu Črnuč, z nekaj travniki in kmetijami. Sedaj v Črnuški gmajni prevladujejo stanovanjske hiše in nekaj blokov, mimo katerih se vije Črnušnjica. Tukaj rečica izgubi svojo naravno lepoto in postane reguliran potok, ki teče med hišami in v kateri se kar pogosto najdejo razne smeti.

### Črnuče
Črnušnjica se potem v podobnem slogu kot skozi Črnuško gmajno, vije skozi cele Črnuče. Pri tem teče pod Dunajsko cesto skozi kamniti most in nadaljuje pot mimo starejšega dela Črnuč proti železnici. Za železnico priteče v industrijsko območje obdano z mnogimi vrtički. V tem delu Črnušnjica dokončno izgubi svoj čar in daje podobo kanala ki se v ravni liniji izteka proti Savi.

### Izliv Črnušnjice
Ko Črnušnjica zapusti industrijsko območje, zopet preide v bolj naravno, nižinsko območje. Vendar je v tem predelu še vedno regulirana in nadaljuje pot proti Savi v obliki kanala. Kmalu priteče do obvozne ceste in poteka vzporedno ob njej. Tik pred savo kanal zavije močno v levo, pod most obvozne ceste  in se kmalu za tem, ne preveč veličastno izlije v Savo.

## Rastlinstvo in živalstvo
Črnušnjica daje s svojimi pritoki pomembno življenjsko okolje mnogim živalskim vrstam. Najpomembnejši del potoka je njen zgornji del v Sračji dolini nad Črnučami. S svojimi pritoki in mrtvicami ustvarja močvirnato pokrajino, z mnogimi kotanjami vode, kjer najdejo svoj bivalni prostor dvoživke, ličinke žuželk, ter razne druge vrste, ki so prilagojene na takšno okolje. Takšnemu okolju ustreza tudi jelševje ter vrbe, ki v večjem delu rastejo ob potoku.
Na Črnučah se njen habitatni pomen izgubi zaradi umetne struge in mestnega okolja. Kljub temu se v tem delu najdejo določene vrste rib. Po tem, ko zapusti Črnuče se ob potoku zopet pojavijo rastlinske vrste, predvsem jelše in vrbe, ki so za potok značilne že v zgornjem toku v dolini. Vendar zaradi umetne struge ne ustvarja podobnih habitatnih razmer.

### Živalstvo
Zaradi umetne struge v spodnjem delu potoka ter nizkega vodostaja, v Črnušnjici ne najdemo velikega števila rib. Kljub temu se tu in tam najde kakšna riba. Zaradi občasnega onesnaženja z gnojili je v Črnušnjici redkejši tudi potočni rak Koščak. Pogostejši je v okliških potokih, v katere se gnojila ne iztekajo. To se vidi predvsem v potokih ki se iztekajo na drugi strani Stražnega vrha proti Trzinu. Tam je voda čista in je populacija rakov večja.
Struga potoka ni primerna za ličinke dvoživk. Dvoživke najdejo svoj življenjski prostor predvsem v mrtvicah in lužah, ki jih ustvari Črnušnjica. Izmed dvoživk bivajo tu: Navadni močerad ( Salamandra salamandra), mali pupek (Triturus vulgaris), hribski urh (Bombina variegata), navadna krastača (Bufo bufo), rosnica (Rana dalmatina), sekulja (Rana temporaria), zelena žaba (Rana x esculenta) ter redka zelena rega (Hyla arborea), ki je uvrščena na svetovni rdeči seznam ogroženih živalskih vrst (IUCN).
Od žuželk so za območje potoka pomembne mladoletnice. To so nočnim metuljem podobne leteče žuželke z dvema paroma z dlakami poraslih kril. Njihove ličinke živijo v vodi, znane so po hišicah, ki jih gradijo iz kamenčkov in drugega materiala. Glavni vzrok ogroženosti mladoletnic so predvsem: onesnežavanje z odplakami, pesticidi in umetnimi gnojili, melioracije in regulacije potokov, izgradnja vodovodnih zajetij. 
V glavni strugi potoka in ostalih pritokih živi skupno 27 vrst mladoletnic.  Od 27 vrst velja posebej omeniti 2 vrsti: Hydropsyche siltalai Doehler 1963 in Hydatophylax infumatus (MCLACHLAN, 1865). Obe sta do sedaj bili v Sloveniji najdeni samo enkrat. Hydropsyche siltalai je bila najdena v vzhodni Sloveniji (URBANIČ ET AL., 2000). Drugod po Evropi je to pogostejša vrsta, vendar predvsem severno od Alp (PITSCH, 1993). Vrsta Hydatophylax infumatus je bila doslej v Sloveniji najdena v okolici Ribnice, tudi v Srednji Evropi je relativno redka vrsta (BOTOSANEANU IN MALICKY, 1978). Od sosednjih držav je bil najden samo v Severnem delu Avstrije.
Izmed kačjih pastirjev se najdejo veliki studenčar (Cordulegaster heros), ki je tu najpogostejši in mu ustrezajo gričevnati potoki porasli z gozdom. Samice odlagajo jajčeca v droben substrat ko sta mivka ali blato. Zato najdemo več ličink v pritokih Črnušnjice in manj ličink v glavni strugi zaradi grobega substrata. Veliki studenčar je v Sloveniji uvrščen na rdeči seznam kačjih pastirjev. Na to vrsto vplivajo že manjše spremembe v strugi potokov. Modri bleščavec (Calopteryx virgo) se pojavi kjer do potoka predrejo sončni žarki. Sredozemski lesketnik (Somatochlora meridionalis) se pojavlja v nižjem delu struge Črnušnjice, pred naseljem, kjer je tok počasnejši in vsebnost kisika manjša. Kjer potok poplavlja in se pojavijo občasna močvirja, najdemo ranega plamenca (Pyrrhosoma nymphula), travniškega škratca (Coenagrion puella), bledega kresničarja (Ischnura pumilio) ter modrega ploščca (Libellula depressa).
V potoku je prisotnih tudi 16 vrst vrbnic. To je red žuželk, ki so navezane na življenje ob vodi. Ličinke se razvijejo v  vodi, ko odrastejo nadaljujejo življenje izven vode.
Ko Črnušnjica priteče v naseljeno območje in dobi umetno strugo, se število živalskih vrst občutno zmanjša.

### Rastlinstvo
Izmed drevesnih vrst najdemo v delu kjer se nahajajo izviri Črnušnjice predvsem bukev (Fagus sylvatica), graden (Quercus petraea), smreko (Picea abies), rdeči bor (Pinus sylvestris), jelko (Abies alba), pravi kostanj (Castanea sativa).
Takoj ko Črnušnjica priteče na ravninsko področje Sračje doline se tam pojavijo črne jelše (Alnus glutinosa), trepetlike (Populus tremula), razne vrste vrb (salix sp.). Najdemo pa tudi čremso, veliki jesen, krhliko, beli gaber ter ostale zgoraj navedene vrste, ki rastejo po okoliških hribih.
V zeliščni plati pa najdemo visoko šašje (Magnocaricium),
Na poti skozi naselje Črnuče drevesa niso prisotna. Nadomestijo jih hiše in bloki. Na koncu Črnuč, ko potok zapusti industrijsko cono, se ob umetni strugi zopet pojavi rastlinje, kjer rastejo predvsem vrbe, jelše, rdeči bori ter beli (Populus alba)in črni topol (Populus nigra).

## Onesnaževanje in posegi v strugo potoka
Onesnaževanje Črnušnjice se začne že dokaj kmalu, pri izviru potoka. Malce pod izvirom se namreč nahaja divje odlagališče smeti, ki se je izognilo že vsem čistilnim akcijam. Kljub temu to odlagališče starega železa ne vpliva preveč na kakovost vode, tako da je Črnušnjica v zgornjem delu svoje struge še dokaj čisti potok.
Ko izviri končajo svojo pot po gozdu in se združijo v Sračji dolini (dolini Črnušnjice), je največji vir onesnaževanja predvsem v gnojenju travnikov, pri čemer se gnojila iztekajo v potok. Podoben vpliv ima tudi živina, ki se pase po travnikih skozi katere teče potok v katerega se ima možnost iztrebljati. Uporaba kemikalij in gnojil se odraža tudi v lokalni favnistični sestavi. Favna je skromnejša kot bi bila v neprizadetem okolju. V zgornjem delu so ti habitati povsem naravni in neprizadeti, s posegi pa bi tako habitate kot živalske vrste, ki tu živijo uničili, kar pomeni da bi nepovratno izginili.
Poseg v osrednjem delu doline je bistveno posegel v strugo pritoka Črnušnjice in precej prizadel vodni živelj tega vodotoka. Vsako nadaljevanje posega in eventuelne zajezitve struge potoka pa bodo pomenile uničenje in izginotje vseh vrst vrbnic na tem območju.
V tem delu so vir onesnaževanje tudi ljudje, ki se ob priljubljeni poti, ki poteka ob potoku, zatekajo k strugi, prirejajo piknike in odmetavajo odpadke v potok.
V sračji dolini je lahko vir onesnaženja tudi brez dovoljenja narejen ribnik, ki je povezan s potokom. Onesnaževanje se lahko pojavi predvsem po tem, ko so notri naselili ribe. Vsake take in podobne spremembe s spremembami v strukturi habitatov ali količini in vrsti organskih snovi v potoku vplivajo na spremembo vodne favne in bi verjetno pomenile izginotje nekaterih vrst, lahko tudi tistih, ki so v slovenskem merilu posebne. Zato je tudi pred takim velikim posegom v prostor obvezno opraviti presojo vplivov na okolje.
Spodnji del Črnušnjice je zaradi ceste in naselja že razmeroma prizadet. Struga in potok sta onesnažena predvsem zaradi odpadkov. Ker je takšno onesnaženje občasnega značaja,se posamezni negativni vplivi postopoma kompenzirajo z naseljevanjem iz še neprizadetih delov vodotokov. Kljub vsemu pa je sestav favne skromnejši in drugačen v primerjavi z višje ležečimi in še neprizadetimi območji.

## Poplavljanje
Črnušnjica je hudourniškega značaja saj pri večjih količinah padavin močno naraste. V zgodovini je Črnušnjica že večkrat poplavljala, zato so jo v spodnjem delu že v preteklosti regulirali. Kljub temu so zaradi nepremišljene gradnje ob strugi poplave še vedno prisotne. Nazadnje je Črnušnjica poplavljala leta 2009, ko so Slovenijo prizadele poplave.
1. ↑  »Črnušnica ali Črnuški potok«. Pridobljeno 30. julija 2025.
2. ↑  »Atlas okolja«. gis.arso.gov.si. Pridobljeno 30. julija 2025.